# Yushania uniramosa
Yushania uniramosa är en gräsart som beskrevs av Chi Ju Hsueh och Tong Pei Yi. Yushania uniramosa ingår i släktet yushanior, och familjen gräs. Inga underarter finns listade i Catalogue of Life.